# Teena Marie
Marie Christine Brockert (Santa Monica, 5 maart 1956 - Pasadena, 26 december 2010), beter bekend als Teena Marie en ook wel Lady T genoemd, was een Amerikaans zangeres.

## Biografie
Brockert begon op haar achtste aan haar professionele zangcarrière. Zo speelde ze een kleine gastrol als tapdanseres in een aflevering van The Beverly Hillbillies. Nadat ze haar diploma haalde aan de Venice High School, tekende ze in 1976 een contract bij Motown Records. Daar ontmoette zij funkartiest Rick James, met wie Brockert veelvuldig zou samenwerken en ook een liefdesrelatie had.
In 1979 werd haar debuutalbum, getiteld Wild & peaceful, uitgegeven. Brockert werd bewust niet op de albumhoes afgebeeld, omdat Berry Gordy bang was dat haar muziek anders niet zou aanslaan bij het zwarte publiek. Het nummer "I'm a sucker for your love", afkomstig van dit door James geproduceerde album, werd haar eerste hit.
In 1982 spande Brockert een rechtszaak aan tegen Motown, die tot gevolg had dat platenlabels artiesten niet meer contractueel mochten vasthouden als hun platen niet worden uitgebracht. Deze wetsbepaling wordt ook wel "the Brockert Initiative" genoemd.
Ze bereikte succes - ook bij het zwarte publiek - met de single "Lovergirl", die in 1984 veel gedraaid werd op de radio en de vierde plaats bereikte in de Amerikaanse hitlijst.
In de jaren negentig hield Brockert zich meer met de opvoeding van haar dochter bezig dan met haar muzikale carrière, maar in 2004 maakte zij een comeback met het album La Doña.
In 2004 kreeg ze een zwaar schilderij op haar hoofd tijdens haar nachtrust in een hotel. De hersenschudding zou de rest van haar leven beïnvloeden. Op 27 december 2010 werd Teena Marie dood gevonden door haar dochter. Ze was overleden in haar slaap in haar huis in Los Angeles. De doodsoorzaak is een week later vastgesteld (natuurlijke dood).  Bij haar uitvaart waren onder meer Stevie Wonder, Smokey Robinson, Shanice en Deniece Williams aanwezig. Ze ligt begraven aan de Forest Lawn Memorial Park (Hollywood Hills).